# Geneviève Granger
Pour les articles homonymes, voir Granger.
Geneviève Granger, née à Tulle le 1er février 1877 et morte à Paris 16e le 5 avril 1967, est une sculptrice, céramiste et médailleuse française,.  

## Biographie
Geneviève Granger est l'élève d'André Paul Arthur Massoulle (1851-1901) et d'Ernest Henri Dubois (1863-1930).  
Elle est sociétaire de la Société des artistes français depuis 1899. Elle obtient une mention honorable au Salon de 1899 et une médaille de troisième classe au Salon de 1901.

## Œuvres

### Œuvres dans les collections publiques
- Paris, musée d'Orsay, médailles :
  - Émile Granger, entre 1890 et 1910[4];
  - Geneviève, 1899[5];
  - Dina, 1900[6];
  - Louise Waltz, 1900[7];
  - Mabel Mason, 1901[8];
  - Danseuse, avant 1906[9];
  - Devant l'océan, avant 1906[10];
  - Adolph Klein, en 1907[11];
  - Le bol de lait ou Le goûter, 1907[12];
  - Pax, avant 1910[13];
  - Charles Masson, 1910[14];
  - Vieux pêcheurs de Volendam, 1910[15];
  - Portrait de femme de profil à gauche, avant 1913[16];
  - Auguste-François Gorguet, avant 1927[17];
  - Jane-Marie Valentine Granger, avant 1931[18];
  - Arthur Durant and Eleanor Antoinnette Sneden, avant 1936[19];
  - La Vierge et l'Enfant, avant 1937[20].
- Périgueux, musée d'art et d'archéologie du Périgord : Portrait du docteur Jean Peyrot (1843-1917)[3].

### Sculpture d'édition
- Femme au lévrier, faïence craquelée[21].
- Nu, céramique émaillée[22].